# Generi di Sparassidae
Di seguito è riportato l'elenco completo degli 87 generi della famiglia di ragni Sparassidae noti a novembre 2020.
Le suddivisioni tassonomiche di questa famiglia sono in continua evoluzione: per la classificazione in sottofamiglie vedi la voce principale Sparassidae.

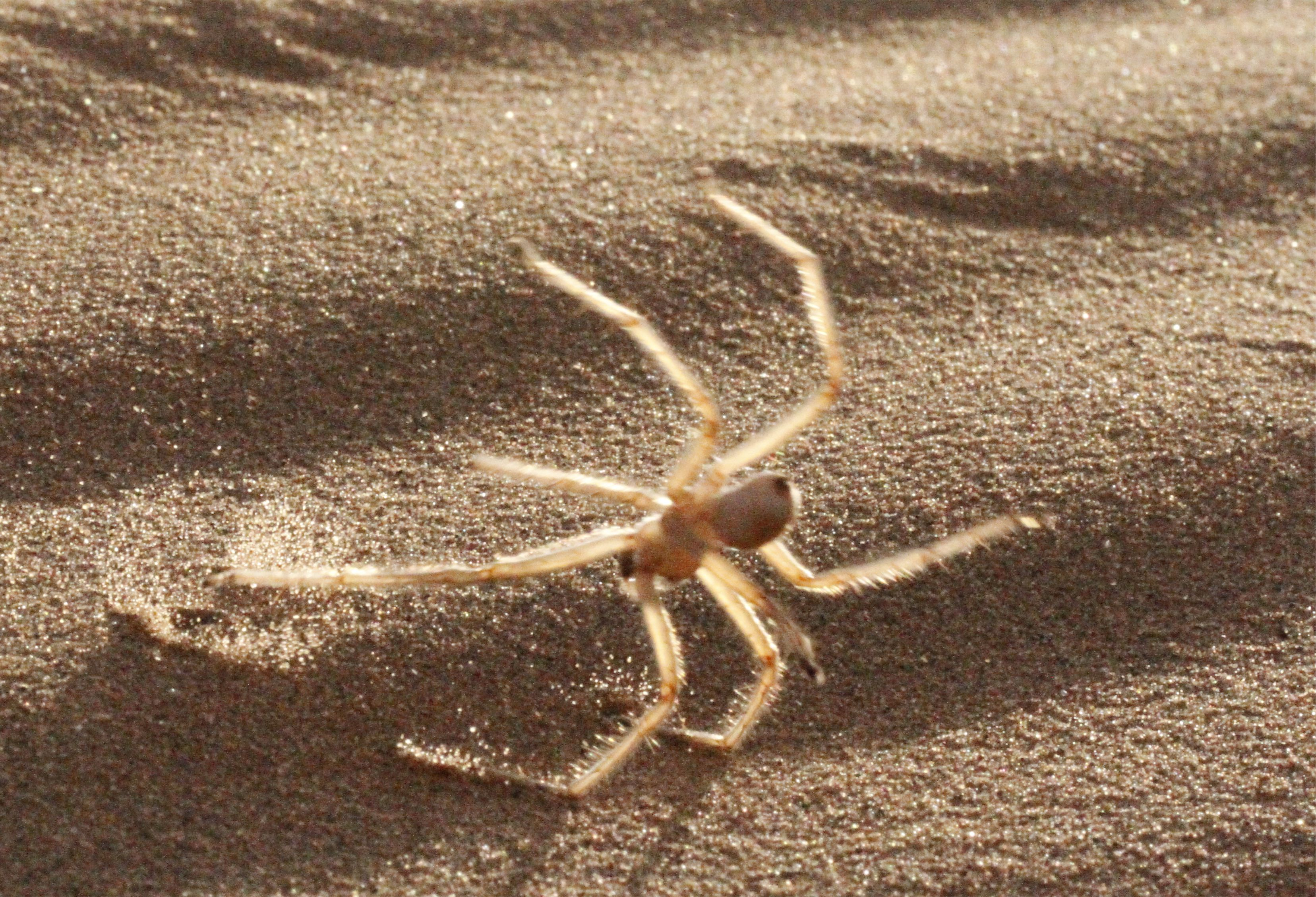
Cebrennus rechenbergi

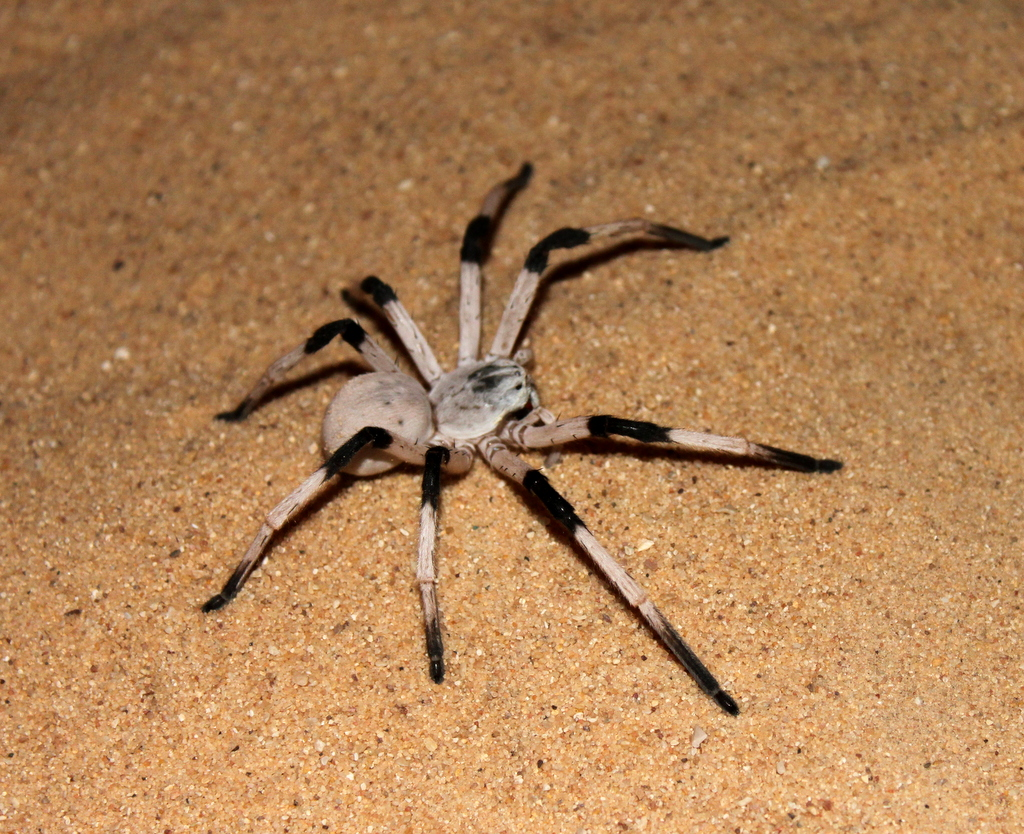
Cerbalus aravaensis

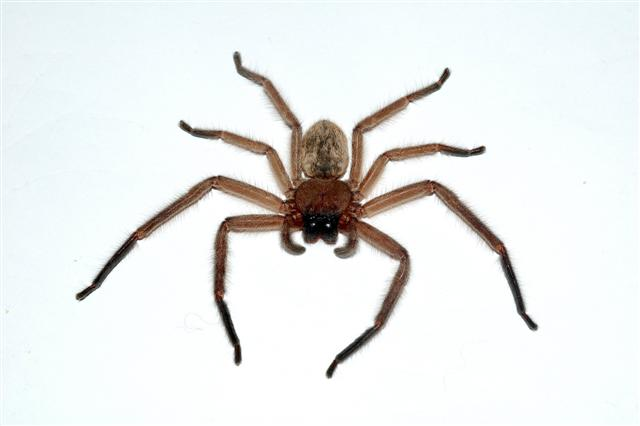
Delena canceerides

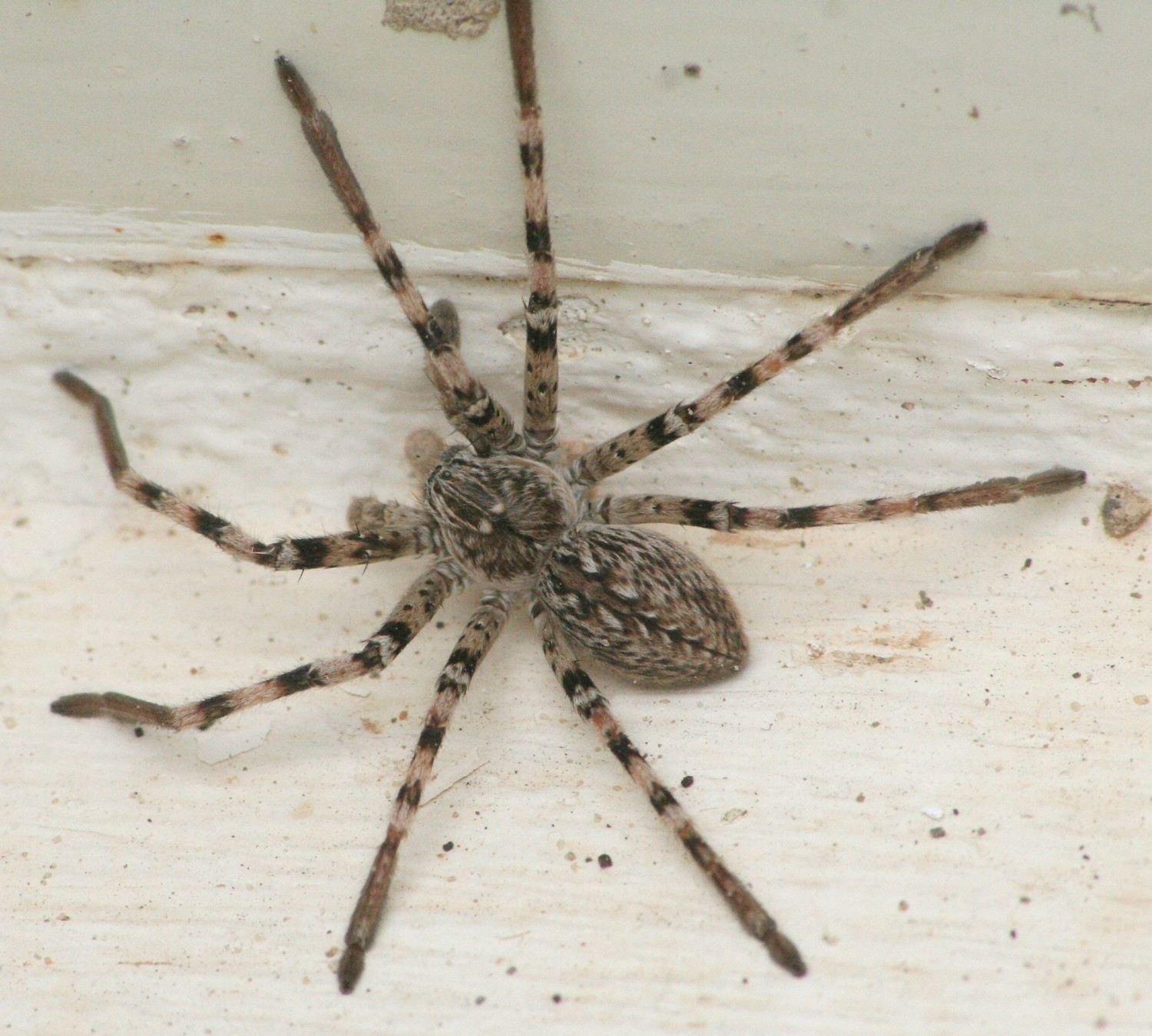
Eusparassus dufouri

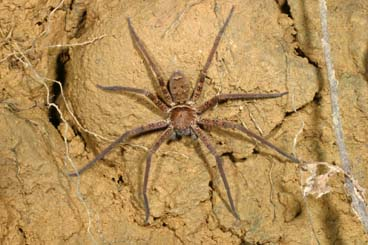
Heteropoda simplex, femmina

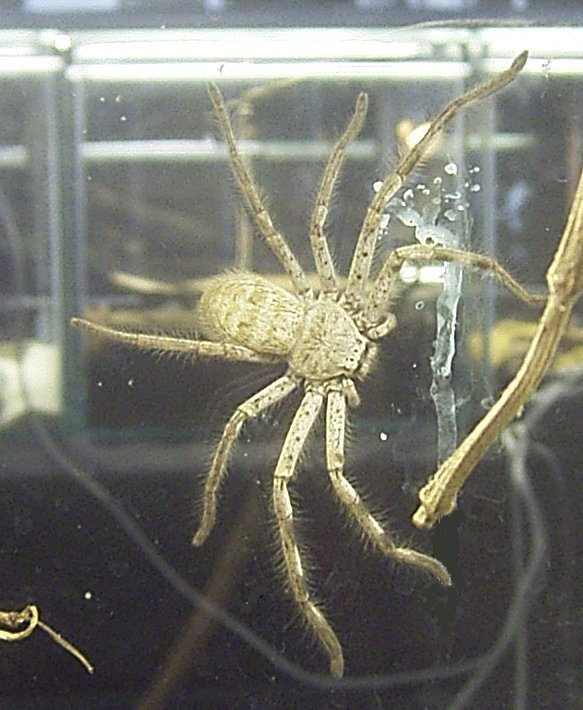
Holconia insignis

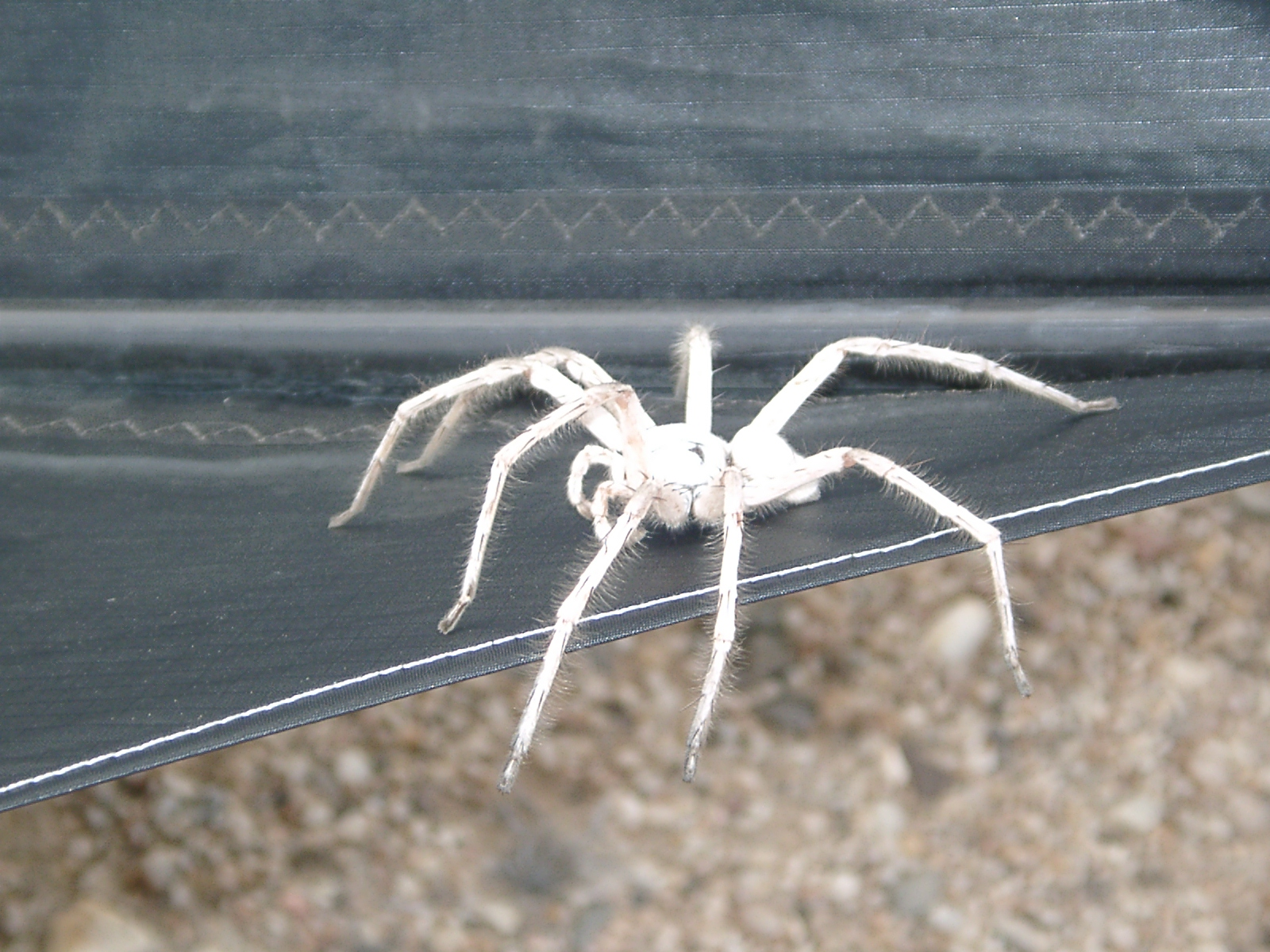
Leucorchestris arenicola

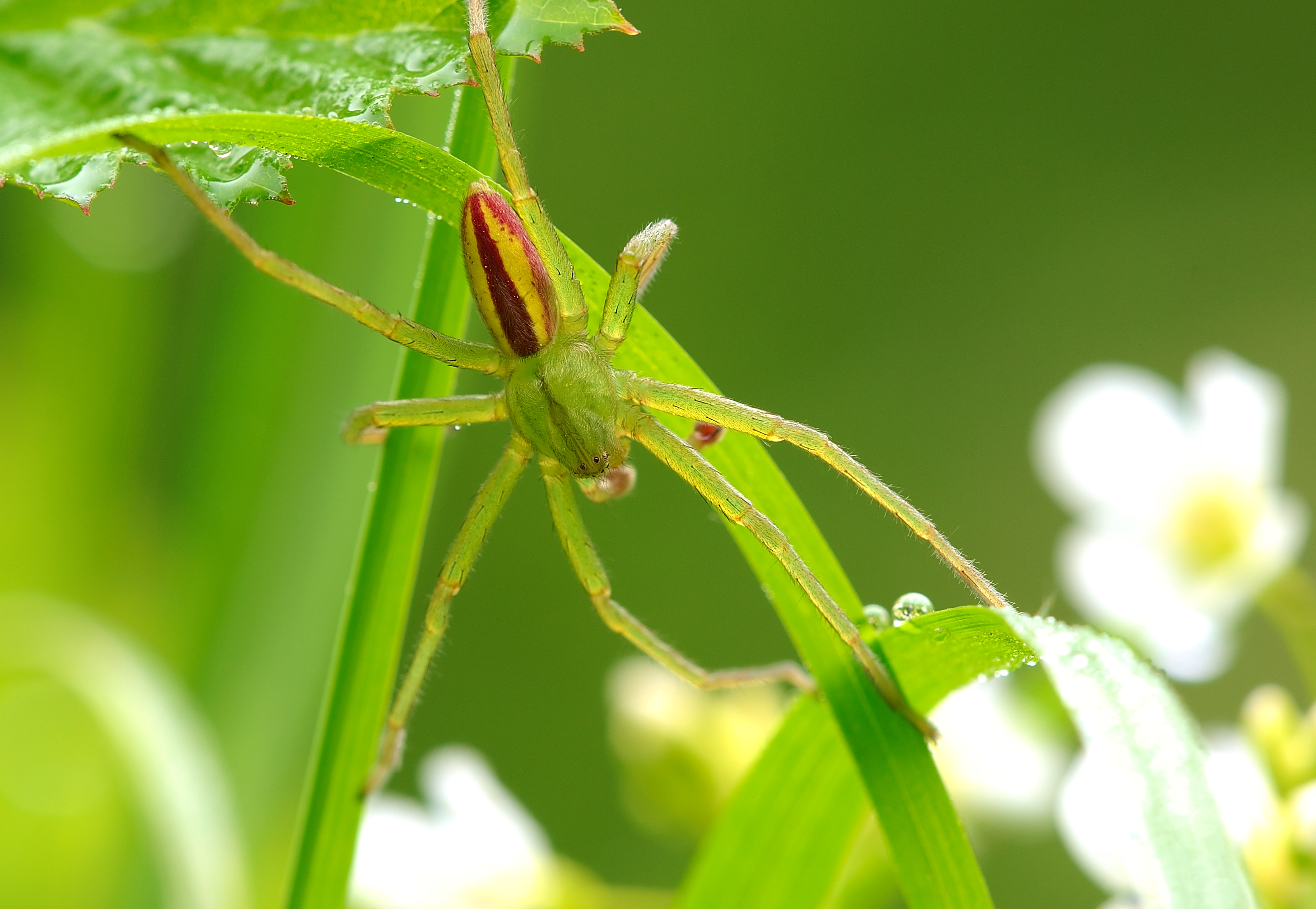
Micrommata virescens, maschio

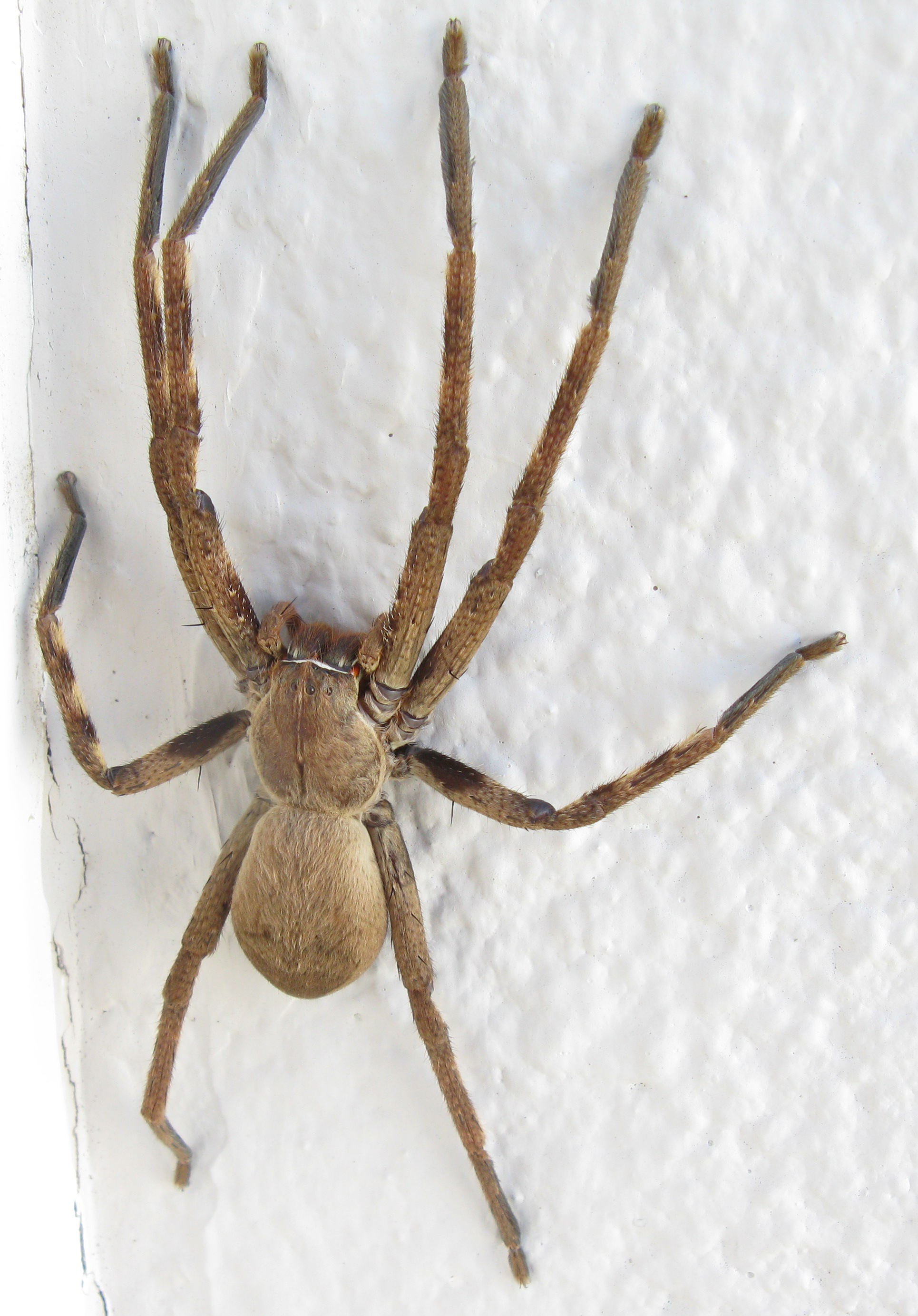
Palystes castaneus

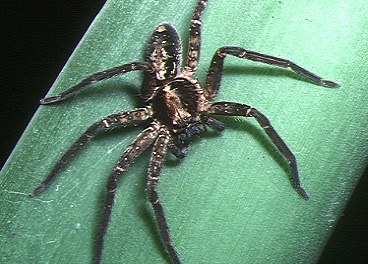
Sinopoda okinawana, femmina

## A
- Adcatomus, Karsch, 1880[2] - Perù, Venezuela
- Anaptomecus Simon, 1903[3] - Ecuador, Guayana
- Anchonastus, Simon, 1898 - Africa centrale e occidentale
- Arandisa Lawrence, 1938[3] - Namibia

## B
- Barylestis Simon, 1910 - Africa centrale, Congo, Uganda
- Beregama Hirst, 1990 - Australia
- Berlandia Lessert, 1921 -[3] - Africa orientale
- Bhutaniella Jäger, 2000 - Bhutan, Nepal

## C
- Caayguara Rheims, 2010 - Brasile
- Carparachne Lawrence, 1962 - Namibia
- Cebrennus Simon, 1880[4] - Israele, Marocco, Arabia Saudita
- Cerbalus Simon, 1897 - Medio Oriente, Isole Canarie
- Chrosioderma Simon, 1897[5] - Madagascar
- Clastes Walckenaer, 1837[6] - Arcipelago delle Molucche, Nuova Guinea
- Curicaberis Rheims, 2015 - Messico, USA, Costarica, Guatemala

## D
- Damastes Simon, 1880[7] - Madagascar
- Decaphora Franganillo, 1931 - America settentrionale e centrale
- Defectrix Petrunkevitch, 1925[8] - Panama
- Delena Walckenaer, 1837 - Australia
- Dermochrosia Mello-Leitão, 1940[5] - Brasile
- Diminutella Rheims & Alayón, 2018 - Cuba

## E
- Eusparassus Simon, 1903[7] - Vecchio Mondo
- Exopalystes Hogg, 1914[9] - Nuova Guinea
- Extraordinarius Rheims, 2019 - Brasile

## G
- Geminia Thorell, 1897[3] - Myanmar
- Gnathopalystes Rainbow, 1899[10] - Indonesia
- Guadana Rheims, 2010 - Brasile, Perù, Ecuador

## H
- Heteropoda Latreille, 1804 - Australia, Indonesia, Cina, Indocina
- Holconia Thorell, 1877 - Australia

## I
- Irileka Hirst, 1998 - Australia occidentale
- Isopeda L.Koch, 1875 - Australia
- Isopedella Hirst, 1990 - Australia

## K
- Keilira Hirst, 1989 - Australia

## L
- Leucorchestris Lawrence, 1962 - Namibia, Angola

## M
- Macrinus Simon, 1887 - Brasile, Venezuela
- Martensopoda Jäger, 2006 - India
- May Jäger & Krehenwinkel, 2015 - Namibia, Sudafrica
- Megaloremmius Simon, 1903[4] - Madagascar
- Micrommata Latreille, 1804 - Africa, Europa
- Microrchestris Lawrence, 1962 - Namibia

## N
- Neosparassus Hogg, 1903 - Australia
- Neostasina Rheims & Alayón, 2016 - Repubblica Dominicana, Giamaica, Cuba, isole Vergini, Puerto Rico, Antigua, Haiti
- Nolavia Kammerer, 2006 - Brasile
- Nungara Pinto & Rheims, 2016 - Brasile, Ecuador

## O
- Olios Walckenaer, 1837 - pressoché cosmopolita, è diffuso soprattutto in Africa
- Orchestrella Lawrence, 1965 - Namibia
- Origes Simon, 1897[7] - Ecuador, Argentina

## P
- Paenula Simon, 1897[7] - Ecuador
- Palystella Lawrence, 1928[11] - Namibia
- Palystes L. Koch, 1875 - Africa
- Panaretella Lawrence, 1937 - Sudafrica
- Pandercetes L. Koch, 1875 - India, Indonesia
- Parapalystes Croeser, 1996 - Sudafrica
- Pediana Simon, 1880 - Australia
- Platnickopoda Jäger, 2020 - Tanzania, Africa orientale
- Pleorotus Simon, 1898 - Isole Seychelles
- Polybetes Simon, 1897 - America meridionale
- Prusias O. P.-Cambridge, 1892[5] - Brasile, Messico, Panama
- Prychia L. Koch, 1875[6] - Filippine, Nuova Guinea
- Pseudomicrommata Järvi, 1914[7] - Africa
- Pseudopoda Jäger, 2000 - Nepal, Cina

## Q
- Quemedice Mello-Leitão, 1942 - Brasile, Argentina, Colombia

## R
- Remmius Simon, 1897[4] - Congo, Senegal, Camerun
- Rhacocnemis Simon, 1897 - isole Seychelles
- Rhitymna Simon, 1897[7] - Madagascar, Asia

## S
- Sagellula Strand, 1942[8] - Giappone, Cina
- Sarotesius (Pocock, 1898) - Africa orientale
- Sinopoda Jäger, 1999 - Cina
- Sivalicus Dyal, 1957 - India
- Sparianthina Banks, 1929[8] - Panama
- Sparianthis Simon, 1880 - Panama, Colombia, Brasile
- Spariolenus Simon, 1880 - Sumatra, Oman, Pakistan
- Staianus Simon, 1889[12] - Madagascar
- Stasina Simon, 1877 - Gabon, Sri Lanka, Brasile
- Stasinoides Berland, 1922[8] - Etiopia
- Stipax Simon, 1898 - Isole Seychelles
- Strandiellum Kolosváry, 1934[8] - Nuova Guinea

## T
- Thelcticopis Karsch, 1884 - Indonesia, Asia orientale, India
- Thomasettia Hirst, 1911 - isole Seychelles
- Thunberga Jäger, 2020 - Madagascar
- Tibellomma Simon, 1903[5] - Venezuela
- Tychicus Simon, 1880[9] - Nuova Guinea, Filippine
- Typostola Simon, 1897 - Australia

## U
- Uaiuara Rheims, 2013 - Brasile, Perù, Panama, Ecuador, Venezuela, Colombia

## V
- Vindullus Simon, 1880 - Brasile, Venezuela

## Y
- Yiinthi Davies, 1994 - Australia

## Z
- Zachria L. Koch, 1875 - Australia occidentale, Nuovo Galles del Sud

## Generi fossili
- Caduceator, Petrunkevitch, 1942 - fossile; Paleogene †
  - Caduceator minutus, Petrunkevitch, 1942 - fossile †
  - Caduceator quadrimaculatus, Petrunkevitch, 1950 - fossile †
- Collacteus, Petrunkevitch, 1942[13] - fossile; Oligocene †
  - Collacteus captivus, (Petrunkevitch, 1942) - fossile †
- Eostaianus, Petrunkevitch, 1942[14] - fossile, Oligocene †
  - Eostaianus succini, (Petrunkevitch, 1942) - fossile †
- Eostasina, Petrunkevitch, 1942[15] - fossile; Oligocene †
  - Eostasina aculeata, (Petrunkevitch, 1942) - fossile †

## Generi trasferiti, inglobati, non più in uso
- Anchognatha, Thorell, 1881[6][16] - Australia
- Cercetius Simon, 1902[17] - Arabia Saudita, Somalia
- Eodelena Hogg, 1902[18] - Australia
- Nisueta Simon, 1880[19] - Etiopia, Sudan
- Nonianus Simon, 1885[19] - Ecuador, Perù, Algeria
- Pseudosparianthis Simon, 1887[20] - America centrale e meridionale
- Sampaiosia Mello-Leitão, 1930[20][7] - Brasile
- Seramba Thorell, 1887 -[21]
- Spatala Simon, 1897 -[22] - Venezuela[23]
- Valonia Piza, 1939 -[5][24]